# Talmud di Gerusalemme
Il Talmud di Gerusalemme o Talmud gerosolimitano, dove talmud significa "istruzione", "apprendimento", (ebr תַּלְמוּד יְרוּשָׁלְמִי), noto anche come Talmud Yerushalmi, spesso abbreviato con Yerushalmi), è una raccolta di commenti rabbinici e note sulla Mishnah (tradizione orale ebraica) che fu compilata in Terra di Israele durante il IV e V secolo. Questo voluminoso testo è anche conosciuto col titolo Talmud palestinese o 'Talmud de-Eretz Yisrael (Talmud della Terra di Israele). Questi altri nomi sono considerati più accurati da alcuni perché, mentre il lavoro è stato certamente composto in "Occidente" (cioè in Terra santa), proviene però dalla zona della Galilea piuttosto che da Gerusalemme.
Il Talmud di Gerusalemme precede la sua controparte, il Talmud babilonese (conosciuto anche come il Talmud Bavli), di circa 200 anni ed è scritto in ebraico e aramaico giudaico palestinese. Comprende il componente principale, la Mishnah, completata dal Rabbi Judah il Principe (verso l'anno 200 e.v.), insieme alle discussioni dei rabbini in Terra di Israele (principalmente nelle accademie di Tiberiade e Cesarea) che furono compilate negli anni 350-400 e.v. in una serie di libri che poi divennero la Ghemarah (in ebraico גמרא ‎? - da gamar: ebraico "completare"; aramaico: "studiare"). La Ghemarah combinata con la Mishnah costituisce il Talmud.
Esistono due recensioni della Ghemarah, una compilata da studiosi della Terra di Israele, e l'altra dagli studiosi in Babilonia (principalmente presso le accademie di Sura e Pumbedita, completata nel 500 e.v. circa). Il Talmud babilonese è spesso reputato come il più autorevole e viene studiato molto più frequentemente del Talmud gerosolimitano. In generale, se non altrimenti specificato, i termini "Ghemarah" e "Talmud" si riferiscono alla redazione babilonese.

## Contesto storico
A seguito della redazione della Mishnah molti studiosi ebrei, che vivevano nella provincia romana di Siria Palæstina, si trasferirono in Persia per sfuggire ai duri decreti contro gli ebrei emanati dall'imperatore Adriano dopo la rivolta di Bar Kokhba. Gli studiosi che erano rimasti nella zona di Galilea decisero di continuare la loro attività didattica in quei centri di apprendimento che erano esistiti fin dai tempi mishnaici.

## Edizioni del testo

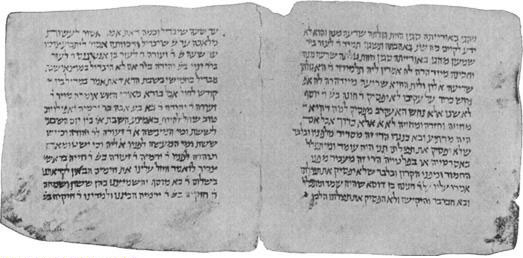
Pagina di un manoscritto medievale del Talmud di Gerusalemme, dalla Genizah del Cairo.

Secondo la Jewish Encyclopedia: 
"Yerushalmi non è stato conservato nella sua interezza; ampie porzioni andarono completamente perdute nei primi tempi, mentre altre parti esistono solo in frammenti. La editio princeps, su cui si basano tutte le edizioni successive, termina con la seguente osservazione: "Finora abbiamo trovato ciò che è attualmente contenuto in questo Talmud, avendo cercato invano di ottenere le porzioni mancanti." Dei quattro manoscritti utilizzati per questa prima edizione, ne esiste solo uno, che è conservato presso la biblioteca dell'Università di Leida (vedi sotto). Dei sei ordini della Mishnah, il quinto - "Ḳodashim" - manca completamente dal Talmud palestinese, mentre il sesto - "Ṭohorot" - contiene solo i primi tre capitoli del Trattato Niddah (iv. 48d-51b)."

## Data e luogo di composizione
Il Talmud gerosolimitano probabilmente proviene da Tiberiade, dalla Scuola di Johanan ben Nappaha. È una compilazione di insegnamenti delle scuole di Tiberiade, Zippori e Caesarea. È scritto principalmente in aramaico ebraico-palestinese, un dialetto aramaico occidentale che differisce dalla controparte babilonese.
Questo Talmud è una sinossi dell'analisi della Mishnah, che è stata sviluppata nel corso di quasi 200 anni dalle accademie talmudiche in Terra di Israele (principalmente quelle di Tiberiade e Cesarea). A causa della loro posizione i saggi di queste accademie dedicarono molta attenzione all'analisi delle leggi agricole di Israele. Tradizionalmente si pensa che la redazione del Yerushalmi si sia bloccata verso la fine dell'anno 425 e.v. quando Teodosio II soppresse il Patriarcato (Nasi) e vietò la pratica dell'ordinamento formale dei rabbini (Semikhah). Probabilmente ai compilatori del Talmud di Gerusalemme mancò il tempo di produrre il lavoro di qualità che avevano previsto e per questo motivo la Ghemarah non commenta sull'intera Mishnah.
Negli ultimi anni gli studiosi sono giunti a dubitare del nesso di causalità tra l'abolizione del Patriarcato e l'apparente incompletezza della redazione finale. Tuttavia, poiché non esiste alcuna prova di attività amoraiche in Palestina dopo gli anni 370, è ancora considerato molto probabile che la redazione finale del Talmud gerosolimitano abbia avuto luogo nel tardo IV secolo o all'inizio del quinto.

## Confronto col Bavli
Ci sono differenze significative tra le due versioni del Talmud. La lingua del Talmud di Gerusalemme è l'ebraico aramaico palestinese, un dialetto aramaico occidentale che differisce da quello babilonese. Il Talmud Yerushalmi è spesso frammentario e difficile da leggere, anche per talmudisti esperti. La redazione del Talmud Bavli invece è più accurata e precisa. La spiegazione tradizionale di questa differenza è l'idea che i redattori del Talmud di Gerusalemme ebbero a terminare bruscamente il loro lavoro (cfr. supra). Una spiegazione più probabile è il fatto che il Talmud babilonese fu redatto per almeno altri 200 anni, durante i quali fu creato un ampio quadro discorsivo. La legge, come stabilita nelle due raccolte, è sostanzialmente simile, eccetto che in enfasi e in piccoli dettagli. Alcuni studiosi, ad esempio David Weiss Halivni, descrivono i passaggi più discorsivi del Talmud babilonese come il livello "stammaitico" della redazione, e credono che sia stato aggiunto più tardi rispetto al resto: se si dovessero rimuovere i passi "stammaitici", il testo rimanente sarebbe molto simile in carattere al Talmud di Gerusalemme.
Né il Yerushalmi né il Bavli coprono l'intera Mishnah: per esempio esiste una Ghemarah babilonese solo per 37 dei 63 trattati della Mishnah. In particolare:
- Il Talmud di Gerusalemme copre tutti i trattati di Zeraim, mentre il Talmud babilonese copre solo il Trattato Berachot. La ragione potrebbe essere che la maggior parte delle leggi degli Ordini Zeraim (leggi agricole limitate alla terra di Israele) avevano scarsa rilevanza pratica in Babilonia e pertanto non sono stati inclusi.[6] Il Talmud di Gerusalemme ha una maggiore concentrazione sulle leggi agricole della Terra di Israele e della Torah poiché fu appunto scritto in Terra d'Israele, dove si applicavano tali leggi.
- Il Talmud di Gerusalemme non copre l'ordine misnaico di Kodashim, che si occupa dei riti sacrificali e delle leggi relative al Secondo Tempio, mentre il Talmud babilonese lo coprire. Non è chiaro perché sia così, dato che le leggi non erano direttamente applicabili in entrambi i paesi a seguito della distruzione del Tempio nel 70 e.v.
- In entrambi i Talmud, viene esaminato solo uno dei Trattati Tohorot (leggi di purezza rituale collegate al Tempio e al sistema sacrificale), in quanto gli altri trattati si occupano esclusivamente delle leggi templari di purità rituale.

Il Talmud babilonese registra le opinioni dei rabbini di Israele, insieme a quelli babilonesi, mentre il Talmud di Gerusalemme solo raramente cita i rabbini babilonesi. La versione babilonese contiene le opinioni di più generazioni per il più ampio periodo di tempo in cui venne completato. Per entrambe queste ragioni è considerato come una raccolta più completa di pareri disponibili. D'altra parte, a causa dei secoli di redazione che intercorrono tra la composizione del Yerushalmi e del Bavli, le opinioni dei primi amoraim potrebbero essere più vicine alla loro forma originale nel Talmud di Gerusalemme.

## Influenze del Yerushalmi
L'influenza del Bavli è stata molto superiore a quella del Yerushalmi. Nel complesso ciò è accaduto perché l'influenza e il prestigio della comunità ebraica di Israele diminuivano costantemente, in confronto a quelli della comunità babilonese negli anni dopo la redazione del Talmud e fino all'era gaonica. Inoltre la redazione del Talmud babilonese fu migliore di quella gerosolimitana, rendendola quindi più accessibile e facilmente utilizzabile.
Nonostante questo il Talmud di Gerusalemme rimane una fonte indispensabile di conoscenza dello sviluppo della legge ebraica in Terra santa. Fu anche una risorsa importante per lo studio del Talmud babilonese da parte della Scuola di Qayrawan, dei rinomati rabbini Chananel Ben Chushiel e Nissim Ben Jacob, con il risultato che le opinioni basata in ultima analisi sul Talmud di Gerusalemme trovarono posto sia nelle Tosafot che nel Mishneh Torah di Maimonide.
Il Talmud babilonese è stato il maggiormente studiato e ha avuto più influenza sulla tradizione halakhica rispetto al Talmud di Gerusalemme. Una notevole eccezione sono gli ebrei romanioti, che tradizionalmente seguono e imparano il Talmud gerosolimitano.
Con il ritorno in Israele degli ebrei moderni il Talmud di Gerusalemme ha acquisito una maggiore rilevanza e popolarità presso i rabbini e gli studiosi talmudisti. Gli studiosi moderni del XIX e XX secolo si sono rivolti al Yerushalmi quale fonte preziosa della storia dell'ebraismo e dello sviluppo del diritto rabbinico in tarda antichità.
Ci sono tradizioni che ritengono che in età messianica il Talmud di Gerusalemme avrà la priorità su quello babilonese. Ciò può essere interpretato nel senso che, dopo il ripristino del Sinedrio e del lignaggio sacerdotale/rabbinico, l'operato sarà completo e "da Sion uscirà la legge e da Gerusalemme la parola del Signore." 2:3

## Traduzioni
(EN) 

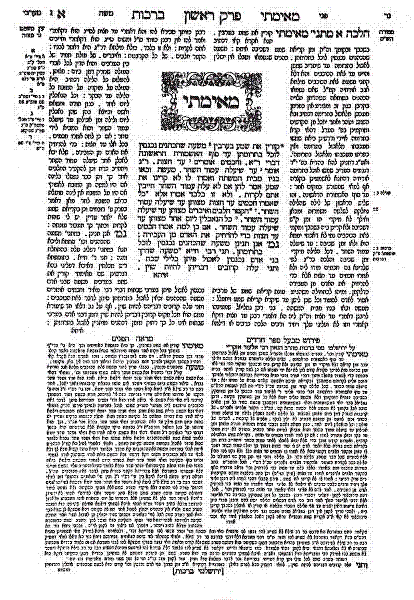
Frontespizio del Gerosolimitano col commentario di Moshe Margolies, il pnei moshe

- Talmud of the Land of Israel: A Preliminary Translation and Explanation Jacob Neusner, Tzvee Zahavy, et al. University of Chicago Press. Questa traduzione inglese usa un tipo di presentazione analitica che rende le unità logiche del discorso più chiare da identificare e seguire.
- Schottenstein Edition of the Yerushalmi Talmud Mesorah/Artscroll. Questa traduzione è la controparte dell'edizione Mesorah/Artscroll di Schottenstein del Talmud babilonese.
- The Jerusalem Talmud ed. curata da Heinrich W. Guggenheimer e Walter de Gruyter.[8] Questa edizione è disponibile solo per lo Zeraim e parte del Nashim. Contiene una traduzione essenziale con semplici note che spiegano i punti problematici.

## Commentatori del Yerushalmi
Rispetto al Talmud babilonese, il Talmud di Gerusalemme non ha ricevuto altrettanta attenzione dai commentatori, e i commentari tradizionali che esistono sono più interessati a dimostrare che i suoi insegnamenti sono identici a quelli del Bavli. Un'edizione moderna con commentario, nota come Or Simchah, è attualmente in fase di preparazione a Beersheba; un'altra edizione in preparazione, con parafrasi e note esplicative in ebraico moderno, è la Yedid Nefesh. Il Talmud di Gerusalemme ha anche ricevuto una certa attenzione da Adin Steinsaltz, che prevede una traduzione in ebraico moderno con relativa spiegazione di accompagnamento, simile al suo lavoro sul Talmud babilonese. Finora è stato pubblicato solo il "Trattato Peah".